# Kleinkarolinenfeld
Kleinkarolinenfeld ist ein Gemeindeteil der Gemeinde Aying im oberbayerischen Landkreis München. 

## Geschichte
Die Siedlung Kleinkarolinenfeld entstand ab 1802 als planmäßige Neugründung durch die Ansiedlung protestantischer Siedler aus der Pfalz und aus Baden. Das Kolonistendorf Kleinkarolinenfeld wurde wie Großkarolinenfeld nach der zweiten Gemahlin Max IV. Joseph, der Prinzessin Karoline von Baden, benannt.
Auf einem streifenartig nach Norden in den Hofoldinger Forst hineingeführten Kahlschlag von etwa drei Kilometern Länge und 350 m Breite wurden 17 Siedlerstellen zu einem geradlinigen, einzeiligen Straßendorf vereint.
Das Dorf kam als Teil der ehemaligen Gemeinde Helfendorf (bis 1875 Großhelfendorf) am 1. Mai 1978 durch die Gebietsreform in Bayern zur Gemeinde Aying.

## Mariengrotte

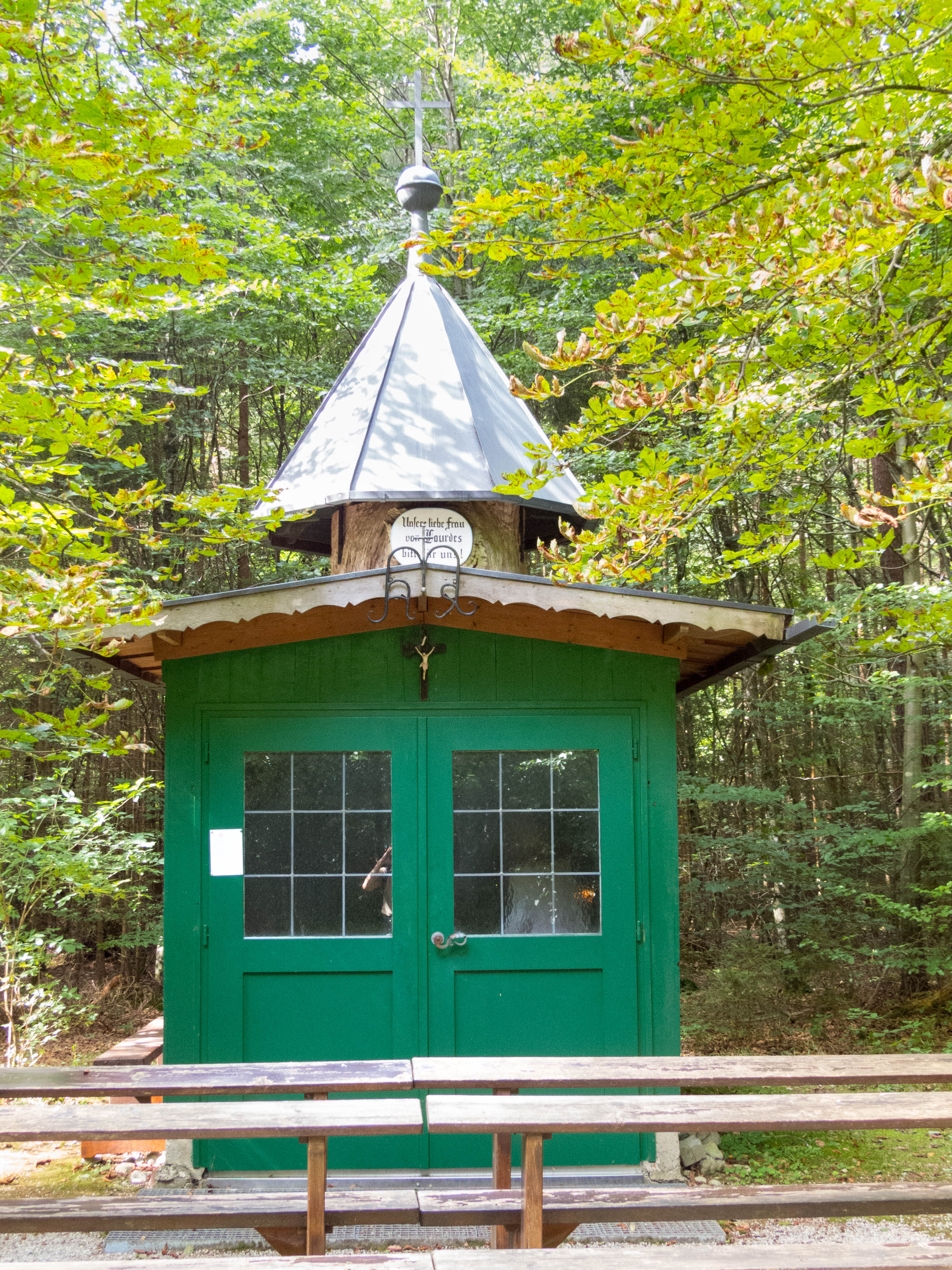
Mariengrotte

Eine Sehenswürdigkeit ist die sogenannte Marieneiche. 1898 wurde in eine Eiche eine Nische geschlagen und in diese eine Mariengrotte integriert. Nach einem Blitzschlag musste die Krone des Baumes entfernt werden. Um die Eiche wurde eine Waldkapelle gebaut, der Eichenstamm wurde eine Art Kapellenturm.